# Черкас (Поправский сельский совет)
Черкас (укр. Черкас) — село, входит в Белоцерковский район Киевской области Украины.
Население по переписи 2001 года составляло 196 человек. Почтовый индекс — 09181. Телефонный код — 4563. Занимает площадь 8 км². Код КОАТУУ — 3220485303.

## Известные уроженцы
- Радченко, Владимир Григорьевич (1916—1969) — украинский литературовед, писатель, критик.

## Местный совет
09181, Киевская обл., Белоцерковский р-н, с. Поправка, ул. Шевченко, 2